# Queen Charlotte: A Bridgerton Story
Queen Charlotte: A Bridgerton Story é uma minissérie de drama criada por Shonda Rhimes para o serviço de streaming Netflix. A série é um spin-off que antecipa os acontecimentos de Bridgerton, outra série da Netflix, e se concentra na ascensão da jovem Rainha Charlotte à proeminência e ao poder, e seu casamento com o Rei George III. A série estreou em 4 de maio de 2023 e possui seis episódios.

## Sinopse
A minissérie protagoniza a Rainha Charlotte em dois enredos, no passado e no presente. O principal se passa em 1761, anos antes dos eventos vistos em Bridgerton, com a jovem Charlotte (interpretada por India Amarteifio) casando-se com o Rei George (interpretado por Corey Mylchreest), e tornando-se rainha. A história explora seu casamento e a doença mental do marido.
Em paralelo a isso acompanhamos Charlotte no presente da série Bridgerton, em 1817, após a morte da única herdeira real, e o dilema da Rainha (interpretada por Golda Rosheuvel) de conseguir casar seus filhos, a fim de produzir um novo herdeiro legítimo, e dar continuidade a linhagem da família.
A série ainda aborda a história de Lady Agatha Danbury, no passado e presente. Junto a ela vemos também Lady Violet, na adolescência e como mãe da família Bridgerton.

## Elenco

### Principal
- India Amarteifio como jovem Rainha Charlotte (1761); No Brasil com a voz de Laura Castro.[5]
  - Golda Rosheuvel como Rainha Charlotte (1817)
- Corey Mylchreest como jovem Rei George III (1761)
  - James Fleet como Rei George III (1817)
- Arsema Thomas como jovem Lady Agatha Danbury (1761)
  - Adjoa Andoh como Lady Agatha Danbury (1817)
- Connie Jenkins-Greig como jovem Violet Ledger (1761)
  - Ruth Gemmell como Violet, Viúva Viscondessa Bridgerton, mãe da família Bridgerton (1817)
- Sam Clemmett como jovem Brimsley, o assistente da rainha (1761)
  - Hugh Sachs como Brimsley (1817)
- Freddie Dennis como Reynolds, o assistente do rei (1761)
- Michelle Fairley como Princesa Augusta, mãe do Rei George (1761)
- Julie Andrews como a voz de Lady Whistledown, uma autora de fofocas da alta sociedade (1817)

### Recorrente
- Tunji Kasim como Adolphus, irmão da Rainha Charlotte (1761)
- Peyvand Sadeghian como Coral, criada de Lady Danbury (1761)
- Keir Charles como Lord Ledger, pai da Violet (1761)
- Cyril Nri como Lord Herman Danbury, marido de Lady Danbury (1761)
- Richard Cunningham como Lord Bute, o Primeiro-ministro do Reino Unido (1761)
- Guy Henry como Doutor John Munro, o psquiatra do rei (1761)
- Neil Edmond como Conde Harcourt (1761)

## Produção

### Desenvolvimento
A série foi anunciada em maio de 2021, com Shonda Rhimes definida como showrunner e roteirista. Rhimes também atuou como produtor executivo com Betsy Beers e o diretor Tom Verica. Anna O'Malley atuou como produtora. A série é composta por seis episódios. Em abril de 2022, o desenhista de produção Dave Arrowsmith foi demitido devido a alegações de bullying no set.

### Elenco
Em 30 de março de 2022, Golda Rosheuvel, Adjoa Andoh, Ruth Gemmell e Hugh Sachs foram anunciados para reprisar seus papéis de Bridgerton. India Amarteifio, Michelle Fairley, Corey Mylchreest, Arsema Thomas, Sam Clemmett, Richard Cunningham, Tunji Kasim, Rob Maloney e Cyril Nri também foram escalados. Em junho de 2022, Katie Brayben e Keir Charles foram escalados para papéis recorrentes.

### Filmagem
A série estava programada para começar a ser filmada em janeiro de 2022. A produção começou em 6 de fevereiro de 2022, sob o título provisório de Jewels, e estava programada para terminar em maio de 2022. O diretor Tom Verica confirmou que as filmagens começaram em 28 de março de 2022. As gravões terminaram em 30 de agosto de 2022.

## Episódios
| N.º | Título                                        | Dirigido por | Escrito por      | Lançamento        |
| --- | --------------------------------------------- | ------------ | ---------------- | ----------------- |
| 1 | "Queen to Be" "Futura Rainha"                 | Tom Verica   | Shonda Rhimes    | 4 de maio de 2023 |
| Em 1761, Adolphus assina um contrato de casamento de Charlotte com o Rei George III. Charlotte não aceita a ideia do casamento. Ao vê-la e perceber que ela é negra, a mãe do rei, a Princesa Augusta, convida várias pessoas negras da nobreza ao casamento e concede-lhes títulos em nome de seu filho, desagradando a alta sociedade. Antes do casamento, Charlotte tenta fugir, mas é alcançada por um homem encantador que descobre se tratar de seu futuro marido. Ela decide prosseguir com o casamento, mas fica surpresa quando, na noite do casamento, ele a presenteia com sua própria residência real, mas a informa de sua intenção de viver uma vida completamente separada em Kew. Em 1817, a Rainha Charlotte descobre que sua única neta legítima, a Princesa Charlotte de Gales morreu ao dar a luz, dando início a uma crise de sucessão. A Rainha passa a cobrar insistentemente de seus 12 filhos sobreviventes um herdeiro legítimo.                                                            |                                               |              |                  |                   |
| 2 | "Honeymoon Bliss" "Lua de mel ou lua de fel?" | Tom Verica   | Shonda Rhimes    | 4 de maio de 2023 |
| Em 1761, Charlotte passa a maior parte de sua lua de mel em isolamento. Ela descobre que não tem atividades oficiais previstas, pois deveria estar com George. Apesar disso, ela convida a recém-criada Lady Agatha Danbury para um chá, onde esta, sabendo da ingenuidade de Charlotte, explica seus deveres como esposa. Princesa Augusta, ansiosa para descobrir se seu filho consumou o casamento, tenta pressionar Lady Danbury por uma pista. No entanto, Lady Danbury, que ainda sofre com o preconceito da sociedade apesar do título de seu marido, usa a situação do casal real e a preocupação da Princesa-Viúva para conseguir maiores benefícios na corte. George revela a Charlotte que a deixou na noite de núpcias enquanto mapeava o Trânsito de Vênus e pede a Charlotte que refaça sua noite de núpcias para que os dois finalmente consumam o casamento. Na manhã seguinte, Charlotte ouve uma discussão entre George e sua mãe, na qual ele revela que está escondendo dela seu "verdadeiro eu". |                                               |              |                  |                   |
| 3 | "Even Days" "Dias pares"                      | Tom Verica   | Shonda Rhimes    | 4 de maio de 2023 |
| Ainda afastados, Charlotte e George têm uma vida sexual intensa e apaixonada, concordando em se ver em dias pares para que Charlotte engravide. Depois de ver que George também tem paixão pela agricultura, Charlotte decide aceitar o marido como ele é e se reconcilia com ele decidindo unir suas vontades. O marido de Lady Danbury decide que quer ser o anfitrião do primeiro baile da temporada. Apesar de não ter o apoio total da Princesa Augusta, Lady Danbury envia convites e é rejeitada pelos membros brancos da alta sociedade. Ela pede o apoio da Rainha Charlotte, apontando que os novos membros da sociedade estão em uma posição de inferioridade e o casal real confirma presença no evento. Na mesma noite, Lord Danbury morre durante uma relação sexual com sua esposa e Charlotte fica estarrecida ao ver George correndo pelos jardins do palácio para louvar Vênus. |                                               |              |                  |                   |
| 4 | "Holding the King" "Servindo ao rei"          | Tom Verica   | Nicholas Nardini | 4 de maio de 2023 |
| É revelado que a Princesa Augusta orquestrou o casamento de George secretamente, pois ele estava com medo da perspectiva de casamento devido a seus ataques incontroláveis e colapsos mentais. Doutor John Monro, um médico da corte, sugere que não há nada de errado com ele e que seus colapsos se devem à falta de disciplina. Apaixonando-se rapidamente por Charlotte, George se afasta de sua presença para seguir um programa de tratamento radical criado por Monro para trazê-lo de volta à razão. Sentindo-se melhor e com saudades de Charlotte, George decide voltar a morar com ela. Ao dispensar Monro, o rei descobre que Charlotte decidiu mantê-lo como seu médico particular porque está grávida. A gravidez de Charlotte desencadeia uma crise mental em George, levando-o novamente aos seus delírios noturnosnos jardins. |                                               |              |                  |                   |
| 5 | "Gardens in Bloom" "Jardim florescendo"       | Tom Verica   | Shonda Rhimes    | 4 de maio de 2023 |
| A Princesa Augusta descobre que Charlotte está grávida e anuncia planos de se mudar para Buckingham House. Charlotte, frustrada com a falta de progresso com George, escreve para seu irmão Adolphus e pede para ser levada para casa quando ele a visitar. Os outros membros não-brancos da alta sociedade pedem a Agatha que resolva suas questões de sucessão. Embora Lady Danbury traga seu filho para a Princesa Augusta, ela não obtém uma resposta clara sobre se ele herdará ou não as posses de seu pai. Agatha encorajada Charlotte a se afirmar e confrontar Monro sobre o tratamento de George. Agatha começa a fazer caminhadas diárias com Lord Ledger e os dois se envolvem romanticamente dia após dia. Anos mais tarde, na década de 1810, a Rainha Charlotte promete dois de seus filhos em casamento a damas da alta sociedade. |                                               |              |                  |                   |
| 6 | "Crown Jewels" "Joias da coroa"               | Tom Verica   | Shonda Rhimes    | 4 de maio de 2023 |
| Charlotte e George se unem novamente e afirmam seu amor mútuo. Dias depois, Charlotte dá à luz um menino. Apesar de seu bom humor, George não pode comparecer ao Parlamento, levando a rumores de que ele não está apto para governar. Enquanto isso, Agatha é sutilmente descartada por Lord Ledger e a Princesa Augusta mantém-se inflexível em relação à sucessão dos Danbury. Charlotte e George organizam com sucesso um baile com o duplo propósito de celebrar o nascimento de seu filho e apresentar George como um governante capaz. Adolphus pede Agatha em casamento, mas não querendo ficar presa em outro casamento, ela o rejeita. Uma Charlotte receptiva diz a Agatha que ela a ajudará a manter o título. Na década de 1810, Agatha sutilmente confirma as suspeitas de Violet de que ela tinha uma ligação com o pai de Violet e as duas continuam sua amizade. Charlotte visita George para contar a ele que a Princesa Victoria está grávida.                                                     |                                               |              |                  |                   |

## Análise histórica
O historiador S. I. Martin, que é um especialista na história afro-britânica, descreveu a série como "uma abordagem absurda da história negra" e acusou-a de "convidar, ou fomentar, o esquecimento ou a negligência" da "época em que a Grã-Bretanha era o maior comerciante de vidas humanas no planeta". Gretchen Gerzina, autora do livro Britain's Black Past, afirmou temer que a reviravolta racial da série "dê às pessoas a oportunidade de dizer: 'Oh, estava tudo bem. Eles [os negros na Inglaterra] não sofreram e eram ricos'".